# Conferencia El futuro de la libertad
Conferencia El futuro de la libertad se considera como la primera serie de conferencias explícitamente libertarias jamás celebrada en los Estados Unidos. Debutando en 1969, el orador principal de la conferencia fue el economista austríaco Prof. Ludwig von Mises.

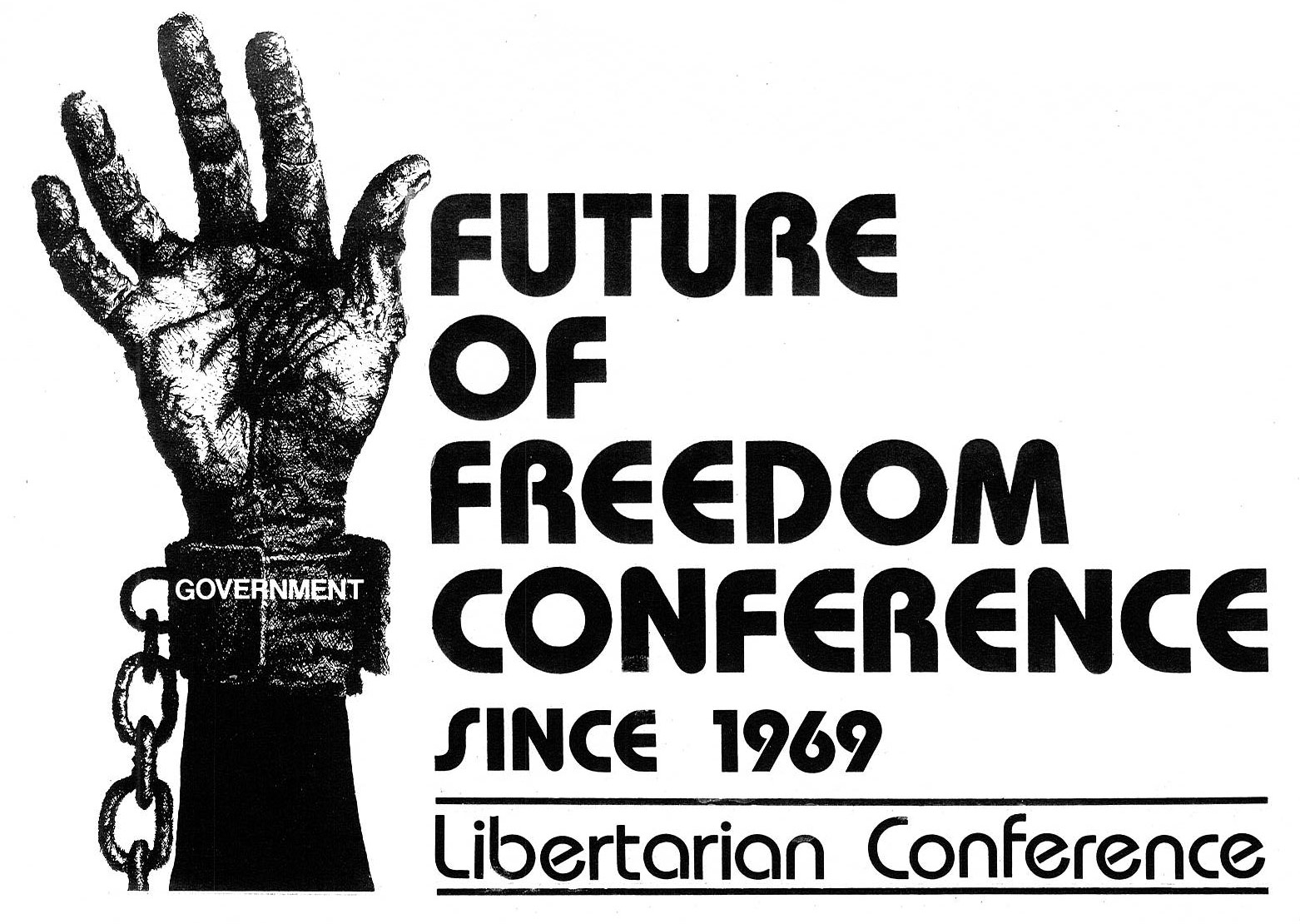
Conferencia sobre el futuro de la libertad 1969

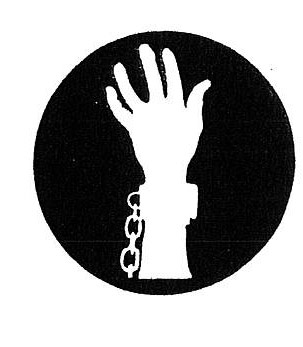
Conferencia sobre el futuro de la libertad 1969-1990

## La conferencia de Ludwig von Mises (1969)

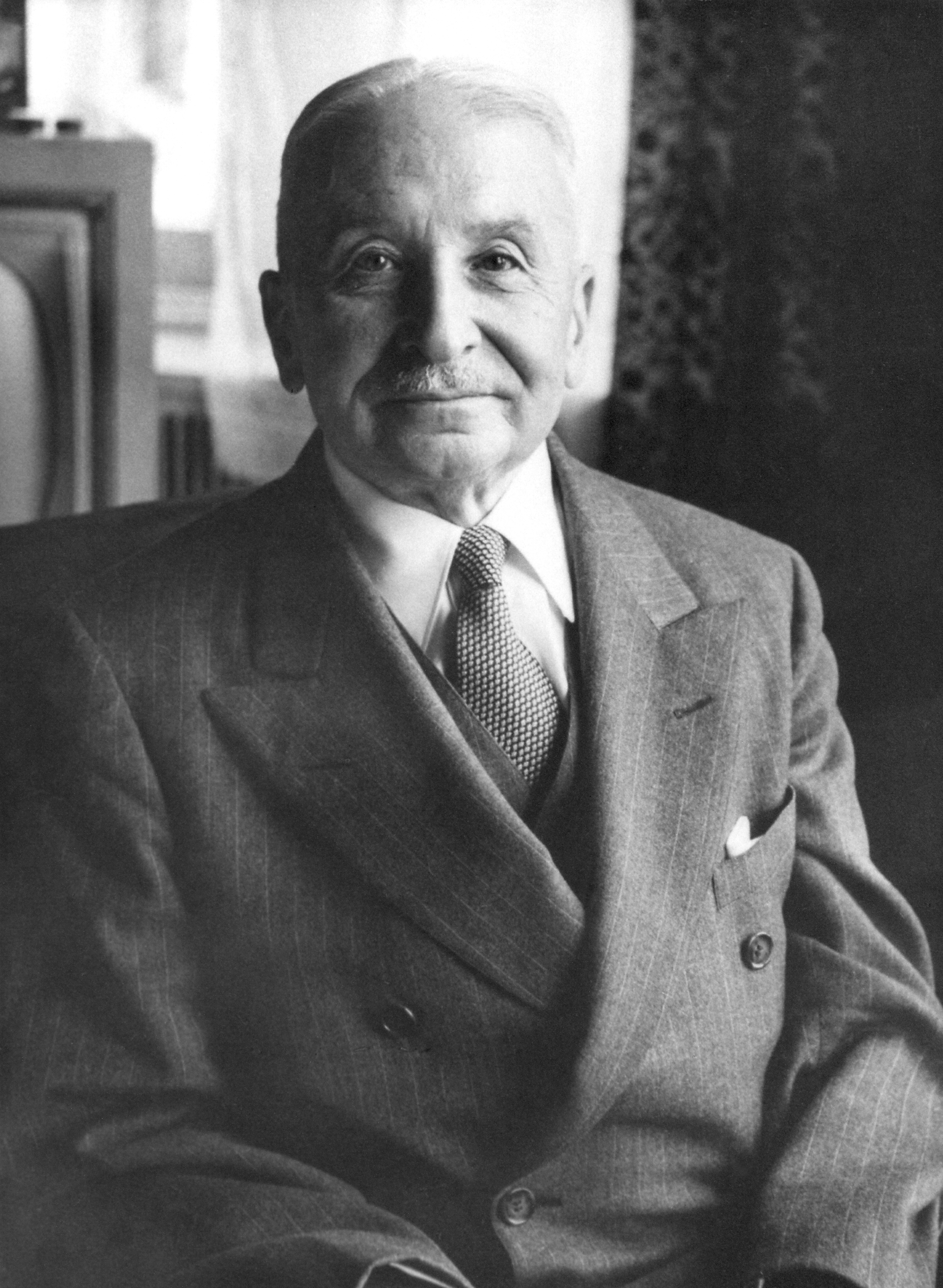
Ludwig von Mises

Más de 200 estudiantes asistieron a la Conferencia Ludwig von Mises que se llevó a cabo en la Universidad Estatal de Long Beach, ahora conocida como Universidad Estatal de California, Long Beach, en mayo de 1969, en respuesta a los Young Americans for Freedom (YAF) que hicieròn purgas de líderes libertarios justo antes de la infame convención nacional de YAF St. Louis en agosto de 1969.
A principios de marzo de 1969, Dana Rohrabacher y Shawn Steel, copresidentes de California YAF, fueron destituidos por National YAF. Muchos líderes purgados y presidentes de condados eventualmente organizarían una nueva organización estudiantil llamada Alianza Libertaria de California (CLA). Uno de sus primeros esfuerzos fue realizar una reunión de líderes, escritores y economistas libertarios.
La idea de tener algún tipo de reunión se convirtió en una conferencia completa en una universidad. La conferencia fue inicialmente planeada y organizada bajo el liderazgo de Dana Rohrabacher, quien fue la principal fundador y presidente del Caucus Libertario de YAF desde 1966 hasta el 69. Dana Rohrabacher, conocida como la "semilla de Johnny Grass" de los YAFers radicales, más tarde se convirtió en periodista, redactora de discursos para el presidente Reagan y congresista de Estados Unidos en el sur California.
Otros miembros purgados de YAF que participaron en la conferencia de 1969 fueron los siguientes:
Gene Berkman, resistente al reclutamiento, que más tarde se convertiría en propietario de Renaissance Books en Riverside, CA; Bill "Shawn" Steel, estudiante de la USC y presidente estatal de Youth for Reagan, que más tarde se convertiría en abogado, fundador del Partido Libertario de California y presidente del Partido Republicano de California; Ron Kimberling, más tarde Dr. Ron Kimberling, comentarista de programas de radio que se convirtió en director ejecutivo de la Fundación Ronald Reagan y subsecretario de Educación Superior en los últimos años de la administración Reagan; Dennis Turner, escritor de la revista Reason y programador de computadoras; John Schurman, especialista en psicología y trabajador del personal de Rampart College.
En 1981, Shawn Steel comentó sobre las razones de la primera conferencia, escribiendo que "las personas orientadas a la libertad se encontraron abandonadas, ya sea purgadas de la derecha o de la izquierda. Debido a esta agitación política, invitamos a descentralistas, individualistas y voluntarios a un foro para organizar, discutir y estudiar la filosofía que ahora llamamos libertarismo."
Otros oradores en la Conferencia Ludwig von Mises de 1969 fueron los siguientes:
R. C. Hoiles, editor desde hace mucho tiempo de  The Register  (ahora conocido como  Orange County Register ) en Santa Ana, CA; Robert LeFevre, fundador y autor de Rampart College; Skye D'Aureous (Durk Pearson), graduada del MIT con una triple especialización en física, biología y psicología; John Hospers, profesor de filosofía de la USC.
 Gary North, un escritor conservador del boletín cristiano "Chalcedon Report", estaba horrorizado por lo que vio en la conferencia. Acusó a los participantes de "libertarismo secular" que él creía suicida, especialmente la pecaminosidad de quienes consumen drogas ilegales. En lugar de encontrar una sala de conferencias llena de "conservadores estudiosos que afirman la fe en Dios y en el país", North descubrió "excéntricos que ondeaban la bandera negra del signo del dólar" de la anarquía.
La Conferencia de Ludwig von Mises fue patrocinada por la Universidad Estatal de Long Beach YAF, la Universidad Estatal de California San Fernando Valley YAF y la Coalición de Acción por la Libertad.

## Festival de liberación mental izquierda-derecha (1970)
El 28 de febrero y el 1 de marzo de 1970, la Alianza Libertaria de California organizó el Festival de Liberación Mental Izquierda-Derecha en la Universidad del Sur de California (USC), con el respaldo de Riqui y Seymour Leon del Instituto Rampart de Robert LeFevre en Santa Ana, California. Esta conferencia intentó arreglar las diferencias entre pensadores antiestatalistas y antiautoritarios de izquierda y derecha, pero no logró generar "ninguna coalición potencial de izquierda-derecha en la etapa de gestación".

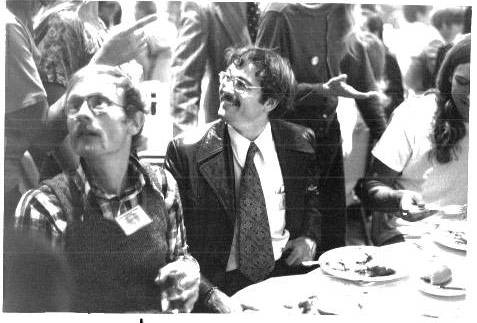
Left: Shawn Steel, Middle: Dana Rohrabacher

Rebecca E. Hlatch en  Una generación dividida , informó que "quinientos delegados se reunieron para discutir las posibilidades de una cooperación de derecha a izquierda".  Según Dana Rohrabacher, tenía grandes esperanzas de "formar una coalición entre los libertarios de la derecha y los elementos a favor de la libertad de la izquierda".
El orador principal fue el expresidente de Students for a Democratic Society (SDS) y autor de "Containment and Change", Carl Oglesby. "Diseñado para sentar las bases de una coalición pacifista libertaria / Nueva Izquierda, Oglesby argumentó que "la Vieja Derecha y la Nueva Izquierda" estaban moral y políticamente unidas en su oposición a la guerra, y deberían trabajar juntas.
Otros oradores destacados incluyeron los siguientes:
 William Allen, economista de la Universidad de California en Los Ángeles (UCLA); F. A. Harper, fundador del Instituto de Estudios Humanos; Rod Manis, economista investigador de la Universidad de Stanford y escritor de Rampart College; John Hospers, profesor de filosofía de la USC; Tibor Machan, propietario de la revista "Reason" y candidato a doctorado en la Universidad de California en Santa Bárbara (UCSB); Karl Hess, ex redactor de discursos del senador Barry Goldwater, editor de "Newsweek" y autor de "Community Technology"; Dana Rohrabacher, presidente purgada de Jóvenes Estadounidenses por la Libertad; Samuel Edward Konkin III (también conocido como SEK3), estudiante de posgrado en química y editor de "New Libertarian Notes" en la Universidad de Nueva York; Phillip Abbott Luce, un desertor del Movimiento Laborista Progresista Chino pro-rojo en 1964, autor de "Road to Revolution", que recientemente renunció al director de la universidad de YAF.
Otros oradores notables, en sesiones generales o en talleres, fueron los siguientes:
Harvey Hukari, expresidente de la Universidad de Stanford YAF y fundador del Movimiento de Campus Libre; Harry Pollard, presidente de la escuela Henry George en Los Ángeles; Don Jackson y Marcus Overseth, activistas por los derechos de los homosexuales; Robert Sagehorn, autor, editor de "Western World Review" y asociado de Western World Press; Terry Catchpole, editor y escritor de   National Lampoon ; Skye D'Aureous (Durk Pearson), graduada del MIT con una triple especialización en física, biología y psicología y coeditora de "The Libertarian Connection"; Natalee Hall ( Sandy Shaw), coeditora de "The Libertarian Connection"; Willis E. Stone, fundadora y presidente del Comité de Enmienda Liberty; William Harold Hutt, autor y economista inglés austroclásico conocido por sus primeros trabajos en oposición al apartheid sudafricano; Harold Demsetz, economista de la Universidad de Chicago; Leon Kaspersky, cofundador del periódico libertario clandestino "Protos"; Filthy Pierre (Erwin S. Strauss), autor, músico "filk" y organizador de convenciones de ciencia ficción; John Haag, cofundador del Partido de la Paz y la Libertad de California; Richard Grant, autor de  The Incredible Bread Machine ; Stan Kohl, defensor de la resistencia a la guerra; Randy Ericson; Bill Colson; Don Meinshausen, ex activista de YAF y fundador de la Alianza Libertaria de Nueva Jersey.
Según un artículo en el  Daily Trojan  de la USC, la Alianza Libertaria de California, también copatrocinadora de la conferencia, declara: "El propósito de la conferencia es unir a libertarios y anarquistas que han estado activos en el la derecha y la nueva izquierda, para encontrar un medio por el cual puedan trabajar juntos, sin malentendidos ni antagonismos".
Los principales organizadores del Festival de Liberación Mental de Izquierda-Derecha fueron Dana Rohrabacher, Bill "Shawn" Steel y Gene Berkman. Steel también fue el maestro de ceremonias. Action Coalition for Freedom (Don Franzen) y la Alianza Libertaria de California patrocinaron el evento.

## El Festival de la Liberación (1970)

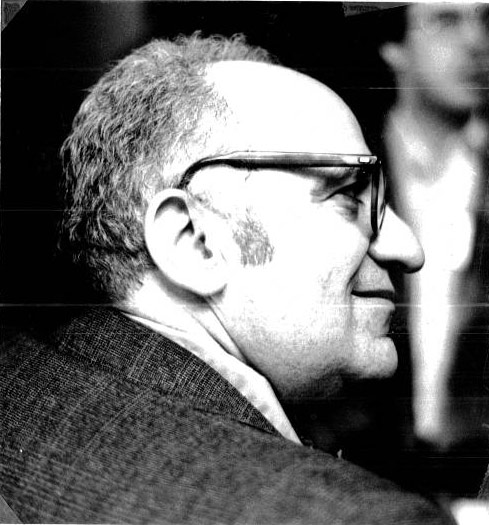
Profesor Murray Rothbard

El Festival Anual de Liberación, como ahora se llamaba, atrajo a más de 700 asistentes a la Universidad del Sur de California (USC) del 14 al 15 de noviembre de 1970, "para promover alternativas al autoritarismo y el estatismo".  La editora de la ciudad del "Daily Trojan" de la USC, Linda Bieber, afirmó que el festival "se centraría en la idea de acabar con las culturas opresivas y autoritarias mediante la revolución social libertaria y la idea de que la revolución violenta no eliminará a los autoritarios, sino que los cambiará por modelos más nuevos ".
La conferencia contó con los siguientes ponentes:
Paul Goodman, crítico social, pacifista, anarquista de izquierda y autor de "Growing Up Absurd"; Murray Rothbard, anarcocapitalista y profesor de economía en Brooklyn Polytechnic; Thomas Szasz, profesor de psiquiatría de la Universidad Estatal de Nueva York en Syracuse; Phillip Abbott Luce, desertor del Movimiento Laborista Progresista Chino pro-rojo en 1964, autor de "Road to Revolution"; Joel Fort, profesor, médico y autor de la Universidad de California en Berkeley; Robert LeFevre, locutor de radio, autor y fundador de Rampart College; Skye D’Aureous (Durk Pearson), graduada del MIT con una triple especialización en física, biología y psicología y especialista en cibernética; Leiflumen, experto en educación; Dana Rohrabacher, representante de campo estudiantil de Rampart College; Robert Love, presidente de la empresa Love Box.
El moderador Lowell Ponte fue escritor independiente y editor colaborador del "Daily Trojan" de la USC, y escritor independiente y presentador de un programa de entrevistas de radio KPFK-FM. Al comentar sobre la conferencia, Ponte escribió en el Daily Trojan "... Como base importante para el acuerdo fue el temor mutuo al poder en expansión del gobierno y la amenaza a la libertad individual que representa. En algunos casos, este temor imagina al gobierno, con sus tecnologías manipuladoras ahora en desarrollo, como un incipiente mundo feliz".
Las sesiones de los talleres estuvieron a cargo del Instituto para el Estudio de la No Violencia, fundado por la cantante Joan Baez; el Centro de Estudios de Instituciones Democráticas; y el Instituto Portola.
La noche de cine incluyó "Shenandoah" de James Stewart.
Rampart College, California Libertarian Alliance y Action Coalition for Freedom patrocinaron el Festival de Liberación de 1970.

## Simposio sobre Implicaciones Políticas de la Psicología Moderna (1972)
Esta conferencia se produjo en el Town and Gown Foyer de la USC, del 12 al 13 de febrero de 1972. Según el Daily Trojan, los temas incluían "las similitudes entre el humanista y el libertario, la personalidad autoritaria, el estado y el individualista comportamiento, autoritarismo político y necesidad de respeto por uno mismo".
El simposio contó con los siguientes ponentes:
Dr. Nathaniel Branden, autor, psicoterapeuta y ex asociado de la novelista Ayn Rand; Robert LeFevre, autor, locutor de radio y televisión y fundador de Rampart College; George Bach, psicólogo clínico; Carl Faber, profesor de psicología de UCLA; David Harris, resistente al reclutamiento y autor de "Goliat"; Don Lewis, profesor de psicología; Alan Ross, profesor de psicología; Everett Shostrom, psicólogo y autor de "Man the Manipulator"; Roy Childs, ensayista libertario y escritor del influyente ensayo "Una carta abierta a Ayn Rand"; Carl Rogers, autor de "Libertad para aprender: una visión de lo que podría llegar a ser la educación" y uno de los fundadores del enfoque humanista de la psicología.
El profesor de psicología Alan Ross debatió sobre Don Lewis, presidente del Departamento de Psicología de la USC, sobre las teorías "humanistas versus conductistas".
El Simposio de 1972 sobre las implicaciones políticas de la psicología moderna fue patrocinado por la Alianza Libertaria de California.

## El futuro de los crímenes sin víctimas (1973)
El futuro de los crímenes sin víctimas se llevó a cabo en la USC en febrero de 1973. Entre los oradores destacados se incluyeron los siguientes:
Thomas Szasz, psiquiatra y autor de "El mito de la enfermedad mental"; Nathaniel Branden, autor y psicoterapeuta, conocido por su trabajo en la psicología de la autoestima; John Hospers, profesor de filosofía de la USC; Robert LeFevre, autor, locutor de radio y televisión y fundador de Rampart College; El jefe de policía de Los Ángeles, Tom Redden, quien, a pesar de su personalidad conservadora, habló en apoyo de la reducción de las sanciones por marihuana; El alguacil de San Francisco Richard D. Hongisto "dijo a las más de 500 personas que asistieron que la policía está ignorando la aplicación de la ley y la protección contra crímenes violentos para perseguir arrestos fáciles por delitos de drogas".

## Conferencia sobre el futuro de la libertad (1977)

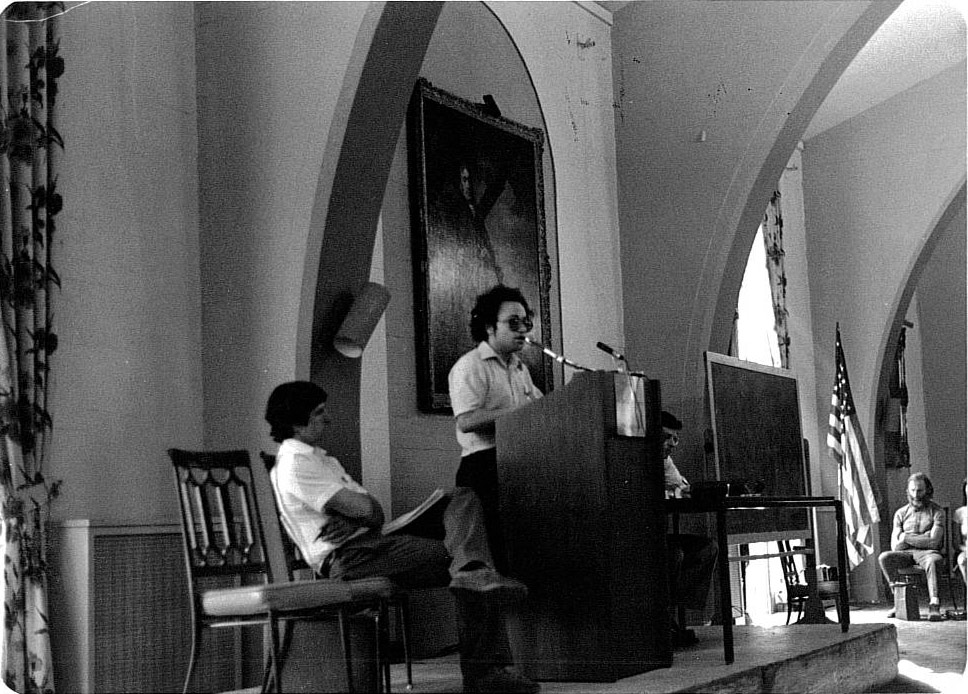
Debate entre David Friedman y Tom Hayden

El primer evento llamado Future of Freedom Conference se llevó a cabo en la USC en abril de 1977. Es mejor recordado por el turbulento debate entre el profesor David Friedman, hijo de Milton Friedman, y el activista radical de SDS y más tarde senador del estado de California Tom Hayden. Según un folleto de la Conferencia sobre el futuro de la libertad de 1980, "Tom Hayden desconocía la filosofía libertaria. Al confundir a Friedman con un conservador, Hayden atacó el gasto militar y preguntó: '¿Qué pasa con el Pentágono?' Antes de que Friedman pudiera estar en desacuerdo, la audiencia rugió "¡abolid el Pentágono! Conmocionado, Hayden hizo una pausa y respondió en voz baja Bueno, debemos tener un Pentágono". Hayden acusó a Friedman de tácticas de debate injustas. Después de algunas preguntas hostiles de la audiencia, Hayden salió del escenario, confundido y conmocionado. "Sorprendentemente, pocas personas, cuando se les preguntó, pudieron ponerse de acuerdo sobre quién ganó el debate. Hayden perdió en sustancia, pero las tácticas de debate de Friedman de 'ir por la garganta' fracasaron". Warren Olney IV, presentador de noticias del Canal 4 (NBC), moderó el debate entre Friedman y Hayden.
Otros oradores incluyeron los siguientes:
Pavel Litvinov, disidente de la Unión Soviética; Poul Anderson, autor de ciencia ficción y ganador de siete Premios Hugo y tres Premios Nebula; Dr. Nathaniel Branden, autor y psicoterapeuta; Jerome Tuccille, futurólogo y autor de  Generalmente comienza con Ayn Rand ; John Hospers, profesor de filosofía de la USC y autor de "Libertarianism - A Political Philosophy for Tomorrow"; Jack J. Matonis, abogado de resistencia fiscal. Karl Bray, resistente a los impuestos y uno de los fundadores del Partido Libertario (Estados Unidos); Robert LeFevre, autor, locutor de radio y televisión y fundador de Rampart College; Hank Hohenstein, autor y estratega fiscal; David Bergland, candidato a vicepresidente libertario.
La Alianza Libertaria de California patrocinó la Conferencia Future of Freedom de 1977.

## El futuro de la libertad II: La década de 1980: ¿Libertad o esclavitud? (1980)

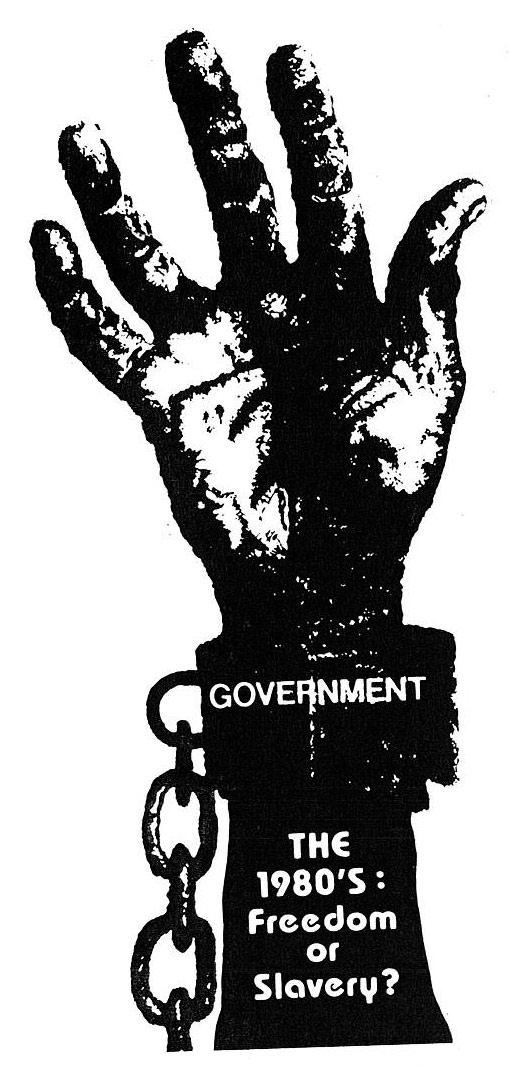

El futuro de la libertad II: La década de 1980: Libertad o esclavitud se llevó a cabo en Cypress College del 19 al 20 de abril de 1980, con un banquete en el Buena Park Holiday Inn. Los oradores principales incluyeron los siguientes:
Karl Hess, redactor de discursos del senador Barry Goldwater, anarquista de mercado, y autor de "Dear America"; Robert Anton Wilson, autor del  Illuminatus! trilogía; John Hospers, profesor de filosofía de la USC; Prof. Arthur B. Laffer, economista y creador de la "Curva de Laffer"; John Matonis, abogado de resistencia fiscal; J. Neil Schulman, escritor de ciencia ficción de  Alongside Night ; David Bergland, abogado y candidato a vicepresidente en 1976 en la lista del Partido Libertario; Anthony Hargis, autor y empresario comercial; John Pugsley, asesor de inversiones y autor del best-seller "Common Sense Economics"; Linda Abrams, abogada constitucional y miembro de la junta del Instituto Rampart; Prof. Bob McGinley, psicólogo de estilos de vida alternativos; Sandy Shakocius (alias Sandy Shaw), bioquímica y extensionista de vida; Shawn Steel, fundador de la serie de conferencias Future of Freedom; Carl Nicolai, diseñador e inventor de electrónica; Kenneth Grubbs, Jr., editor de "The Register" en el condado de Orange, y Janice Allen, activista del Partido Libertario, fueron los presentadores del evento.
El banquete del sábado rindió homenaje al pacifista libertario, autor, locutor de radio y televisión y fundador de Rampart College, Robert LeFevre, quien recibió el premio Future of Freedom. Otro premio, el Premio al Mérito de Honor Ludwig von Mises, fue entregado a Dana Rohrabacher, uno de las primeras organizadoras de la serie de conferencias Future of Freedom.
Un festival de cine incluyó "Por una nueva libertad", "Libra", "El archivo de la inflación" y Theo Kamecke dirigió "La increíble máquina de pan".
Los debates enfrentaron contrarios notables, incluidos los siguientes:
Lowell Ponte, comentarista de radio y crítico de libros del "Los Angeles Times", debatió Jon Wiener, profesor de historia de tendencia izquierdista. George H. Smith, autor, objetivista y ateo debatió con Jeffrey Johnson, católico conservador. Samuel Konkin III, autor, agorista y anarquista de mercado debatió con Manny Klausner, abogado y líder del Partido Libertario.
Década de 1980 El futuro de la libertad II: Década de 1980: ¿Libertad o esclavitud? la conferencia fue organizada por Lawrence Samuels, fundador de Society for Libertarian Life, presidente del Instituto Rampart y propietario de Athena Graphics, además de Jane Heider-Samuels, miembro de la junta del Instituto Rampart; y Howard Hinman, editor del boletín informativo "Libertas Review: A Journal of Peace and Liberty" de la Society for Libertarian Life. La conferencia fue patrocinada por la Society for Libertarian Life, el Cypress College Libertarian Club, la California Libertarian Alliance y la Society for Individual Liberty. Athena Graphics en Santa Ana proporcionó los gráficos.

## La conferencia FOF: La tecnología de la libertad (1981)

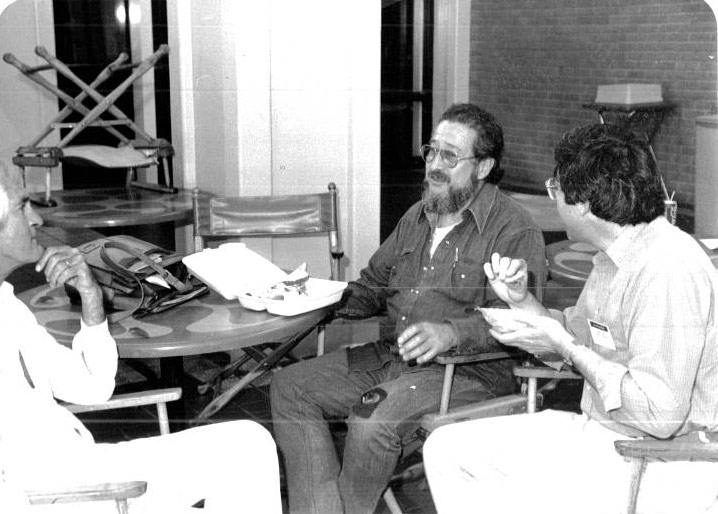
Centro: Karl Hess, izquierda: Timothy Leary

La conferencia El futuro de la libertad: La tecnología de la libertad, celebrada en la Universidad Estatal de California, Long Beach (unión de estudiantes CSULB y Soroptimist House) del 8 al 10 de mayo de 1981, atrajo a una multitud estimada de 500. Los oradores principales fueron los siguientes:
Karl Hess, redactor de discursos del senador Barry Goldwater y anarquista de mercado; John Hospers, profesor de filosofía de la USC; Timothy Leary, psicólogo, escritor, defensor de las drogas psicodélicas y coautor de "The Psychedelic Experience"; Robert LeFevre, autor, personalidad de radio y televisión, fundador de Rampart College y pacifista libertario; Irwin Schiff, autor, manifestante fiscal y autor de "La mayor estafa: cómo el gobierno te está huyendo"; Dennis Brown, Asambleísta de California (R-Los Alamitos); Frank E. Fortkamp, profesor de administración educativa; Prof.  David Friedman, anarcocapitalista, físico, economista y autor de "La maquinaria de la libertad"; Allan E. Harrison, autor y educador; Samuel Edward Konkin III, agorista, anarquista de mercado y autor de "New Libertarian Manifesto"; John Joseph Matonis, abogado de resistencia fiscal; Carl Nicolai, ingeniero electrónico e inventor; Lowell Ponte, comentarista de radio y crítico de libros de "Los Angeles Times"; Robert W. Poole, Jr., fundador de la Fundación Reason; Fred Schnaubelt, concejal de la ciudad de San Diego; Prof. Joyce Shulman, psicoterapeuta; Prof. Lee M. Shulman, psicólogo clínico; George H. Smith, ateo, objetivista y autor de "El ateísmo: el caso contra Dios"; Shawn Steel, abogado y fundador de Future of Freedom Conference.
El Dr. Demento (Barry Hansen) actuó como un destacado de la conferencia. Demento es famoso por su programa de radio sindicado por KMET de Hollywood, California, "The Dr. Demento Show". Un libertario que se describe a sí mismo, el Dr. Demento se especializa en transmitir canciones novedosas, comedia y grabaciones extrañas o inusuales.
En el banquete del viernes por la noche, Lawrence Samuels, quien codirigió el Comité del Futuro de la Libertad, presentó el Premio al Futuro de la Libertad al profesor de Filosofía de la USC y al primer candidato presidencial de los Estados Unidos por el Partido Libertario, John Hospers, por sus logros en la promoción de la libertad. Los cofundadores de la Society for Individual Liberty, Don Ernsberger y Dave Walker, presentaron una breve presentación de diapositivas en color de los primeros años libertarios que se remontan a la década de 1960. Otros oradores se presentaron en el banquete, incluidos los siguientes:
Bill Susel; Robert Poole, Jr., editor en jefe de la revista "Reason"; Shawn Steel, abogado; Manny Klausner, abogado y cofundador de la Reason Foundation; Leonard Liggio, presidente del Instituto de Estudios Humanos, autor liberal clásico y profesor de investigación.
El 9 de mayo también hubo una mini-convención de la Sociedad para la Vida Libertaria Reafirmando la Libertad en conjunto con la Conferencia El Futuro de la Libertad, con Robert LeFevre y Jack Matonis.
Conferencia El Futuro de la Libertad de 1981: El comité de Tecnología de la Libertad fue codirigido por Lawrence Samuels y Kenneth Gregg; Terry Diamond fue gerente asistente, Jane Heider-Samuels fue tesorera. Otros miembros del personal incluyeron a Kim Brogan-Grubbs, Howard Hinman, Pam Maltzman, Samuel Edward Konkin III, David Stevens, Charles Curley, Don Cormier, Bruce Dovner y Tim Blaine. La conferencia fue patrocinada por el Instituto Rampart y la Universidad Estatal de California Long Beach (CSULB) Students for Rational Individualism, con copatrocinadores Society for Libertarian Life, Society for Individual Liberty, Libertarian Supper Club of Orange County, First Libertarian Church de Los Ángeles, y el Libertarian Law Council. Athena Graphics de Lawrence Samuels en Santa Ana proporcionó gráficos.

## Conferencia sobre el futuro de la libertad (1982)
La Conferencia El Futuro de la Libertad de 1982 se llevó a cabo en la Universidad Estatal de California, Long Beach (CSULB) y Long Beach Holiday Inn del 1 al 3 de octubre de 1982. Los oradores principales fueron los siguientes:
Thomas Szasz, profesor de psiquiatría en el Upstate Medical Center en Syracuse y autor de "El mito de la enfermedad mental"; Doug Casey, autor de best-sellers y economista; Robert LeFevre, autor, locutor de radio y televisión y fundador de Rampart College;  Gary Hudson, ingeniero aeroespacial y diseñador del Percheron 055, el primer lanzador espacial privado en los EE. UU.; Jack Matonis, abogado de resistencia fiscal; Wendy McElroy, autora y feminista individualista; John Hospers, profesor de filosofía de la USC; Barbara Branden, autora de  La pasión de Ayn Rand ; Jeff Riggenbach, periodista, autor y locutor; John Pugsley, autor de "Common Sense Economics"; Dr. Nathaniel Branden, psicólogo, psicoterapeuta, ex asociado de la novelista Ayn Rand y autor de "La psicología de la autoestima"; E. Devers Branden, investigador del Instituto Biocéntrico; Thomas Hazlett, economista y escritor.
Roy Begley fue el maestro de ceremonias.
Hubo dos debates dignos de mención. Primero, el autor, ateo y objetivista George H. Smith debatió con Thomas Bartman, presidente de la Junta de Educación de la Ciudad de Los Ángeles, sobre "¿Debería abolirse la educación pública?" En segundo lugar, Ph.D. El candidato de Historia en la Universidad de Texas, Jeffrey Rogers Hummel, debatió con el profesor David Friedman, autor de "La maquinaria de la libertad" sobre "¿Debería Estados Unidos tener una fuerza militar de defensa?"
El banquete del viernes por la noche rindió "Homenaje al Dr. Nathaniel Branden". Los presentadores incluyeron a David Bergland, abogado y activista del Partido Libertario; Roger Callahan, psicólogo; y Manny Klausner, abogado y cofundador de la Fundación Reason.
La Free Press Association (fundada en 1981) presentó los premios H.L. Mencken, a cargo del periodista, autor y locutor Jeff Riggenbach. Entre los presentadores de los premios se encuentran los siguientes:
Dyanne Peterson, asociada al Centro de Estudios Libertarios; Alan Bock, redactor de "The Register"; Wendy McElroy, editora colaboradora de New Libertarian and libertarian feminist; Robert LeFevre, locutor de radio y televisión y fundador de Rampart College; Christine Dorffi, periodista independiente.
El autor y psicoterapeuta Dr. Nathaniel Branden aceptó el premio Roy Child's Mencken a la mejor editorial, presentado por Robert LeFevre.
El comité de la Conferencia El Futuro de la Libertad de 1982 fue codirigido por Lawrence Samuels y Terry Diamond, con la Tesorera Jane Heider-Samuels y la Directora de Publicidad Melinda M. Hanson. Otros miembros del comité fueron Don Cormier, Bruce Dovner, Howard Hinman, Tom Jones y Pam Maltzman.
La conferencia fue patrocinada por CSULB Students for Rational Individualism y Rampart Institute, con copatrocinadores Society for Libertarian Life, Society for Individual Liberty, Libertarian Supper Club del Condado de Orange y el Libertarian Law Council. Los gráficos fueron proporcionados por Athena Graphics de Lawrence Samuels en Santa Ana.

## Conferencia El futuro de la libertad (1983)
La Conferencia El Futuro de la Libertad de 1983 se llevó a cabo en Long Beach City College y Long Beach Holiday Inn del 21 al 23 de octubre de 1983. Los oradores principales fueron los siguientes:
Barbara Branden, autora de la próxima biografía "La pasión de Ayn Rand"; Karl Hess, redactor de discursos del senador Barry Goldwater y anarquista del mercado; Irwin Schiff, resiste a los impuestos y autor de "La mayor estafa: cómo el gobierno te está huyendo"; Butler D. Shaffer, Southwestern University profesor de derecho en Los Ángeles; Henry Mark Holzer, abogado constitucional y profesor de la Facultad de Derecho de Brooklyn; Robert Poole, Jr., editor en jefe de la revista "Reason"; Ben Sasway, el primer opositor al reclutamiento encarcelado desde la Guerra de Vietnam; George H. Smith, autor, ateo y objetivista; Lee y Joyce Shulman, psicólogos; Lowell Ponte, comentarista de radio y crítico de libros de "Los Angeles Times"; Wendy McElroy, autora de "Libertad, feminismo y estado".
La conferencia estuvo a cargo de Tom Cobb y Mike Moon.
Uno de los eventos más concurridos fue el panel sobre "La naturaleza de la justicia" de tres pesos pesados del movimiento libertario:
Murray Rothbard, anarcocapitalista y profesor de economía en el Politécnico de Brooklyn; Robert LeFevre, pacifista libertario, fundador de Rampart College y autor de "La naturaleza del hombre y su gobierno"; John Hospers, profesor de filosofía de la USC y primer candidato a la presidencia en la boleta del Partido Libertario.
El Freedom Film Festival del viernes por la noche, a cargo de Tom Cobb, mostró The Fountainhead de Ayn Rand, además del cortometraje ganador del Oscar Karl Hess: Toward Liberty.
El banquete del sábado por la noche rindió un tributo a Murray Rothbard. Rothbard, profesor de economía en el Politécnico de Brooklyn en Nueva York y teórico político libertario, recibió el premio Future of Freedom. El banquete fue presentado por Wendy McElroy e incluyó a los siguientes presentadores:
George H. Smith, autor, ateo y objetivista; Jeffery Rogers Hummel, editor colaborador de "Free Texas" y Ph.D. Candidato de Historia en la Universidad de Texas; Dr. Jack High
Jeff Riggenbach fue el maestro de ceremonias de los premios H.L. Mencken.
Entre los presentadores de premios individuales se encuentran los siguientes:
Robert Poole, Jr., fundador de la Fundación Reason; L. Susan Brown, escritora independiente y miembro del personal del World Research Institute (más tarde profesora de antropología en la Florida Atlantic University); Ken Grubbs, Jr., editor editorial de "The Register" en el condado de Orange.
Los miembros del comité de la Conferencia El Futuro de la Libertad de 1983 fueron Lawrence Samuels, Jane Heider-Samuels, Melinda Hanson y Terry Diamond. Dave Stevens fue gerente de piso. El personal incluía a Rose Bittick, Peggy Nytes, Rod Boyer, Dean Steenson, Irene Shannon, Michael Kember, Tim Kuklinsky, Carol Moore, L.K. O'Neal, Dan Twedt, Sandy Sisson, David Anderson, John Robertson, Karen Domínguez y Dave Klaus. Athena Graphics de Lawrence Samuels en Santa Ana proporcionó gráficos.

## Conferencia El futuro de la libertad (1984)
Celebrado en la Universidad Estatal de California, Long Beach, del 19 al 21 de octubre de 1984, el orador principal fue el abogado y editor principal de la revista "Reason", Manny Klausner. Otros oradores incluyeron:
Sandy Shaw, bioquímica y extensionista de vida; Jay Snelson, fundador de Free Market Society, conferencista y educador; Tibor Machan, profesor de filosofía y autor de "La pseudociencia de B.F. Desollador; Barry Reid, fundador de Eden Press; Leonard Liggio, profesor investigador de derecho y uno de los fundadores de la revista "Izquierda y derecha: una revista de pensamiento libertario"; Edith Efron,  Revista del New York Times  periodista, corresponsal de   Time  y   Life  revista y autor de  The News Twisters ; George H. Smith, autor de "El ateísmo: el caso contra Dios"; Tom Hazlett, profesor de economía en la Universidad de California Davis; Robert LeFevre, autor, personalidad de radio / televisión y pacifista libertario; Bernard Siegan, distinguido profesor de derecho y autor de "Uso de la tierra sin zonificación"; John Hospers, profesor de filosofía de la USC y editor de "The Monis" (1982-1992); Jack Wheeler, aventurero autónomo y profesor de filosofía.
El banquete Tribute to Ayn Rand del viernes por la noche contó con dos oradores en honor a la famosa novelista, filósofa, dramaturga y guionista: Barbara Branden, escritora y confidente de Ayn Rand, y Ruth Beebe Hill, periodista y autora de "Hanta Yo". Terry Diamond, director de la conferencia objetivista y FOF, fue el maestro de ceremonias.
Los premios H. L. Mencken fueron presentados por la Free Press Association, encabezada por el periodista, autor y locutor Jeff Riggenbach. Las siguientes personas entregaron los premios:
Michael Grossberg, reportero artístico, crítico de teatro y fundador de la Free Press Association; Alan Bock, redactor editorial del "Registro del Condado de Orange"; John Dentinger, colaborador de las revistas "Playboy" y "Reason"; Christine Dorffi, colaboradora de la revista  Reason 
Hubo un festival de cine el sábado por la noche comenzando con Monty Python's Life of Brian ”, presentado por el autor y cantante y compositor Craig Franklin, y Mike Hall, cineasta de Hollywood y líder nacional del Partido Libertario.
El comité directivo de la Conferencia El Futuro de la Libertad de 1984 fue codirigido por Lawrence Samuels y Terry Diamond, con la Tesorera Jane Heider-Samuels, Charles Curley, Melinda Hanson y Howard Hinman. El personal incluyó a Dean Steenson, Bruce Dovner, Michael Kember, Dan Twedt, Sandy Sisson, Carol Moore, Dave Stevens, Tim Kuklinsky, Janis Hunter, Marje Spencer y Caroline Roper-Deyo.
El Instituto Rampart, la Sociedad para la Vida Libertaria y la Universidad Cal State, la Asociación de Filosofía de Long Beach copatrocinaron la Conferencia El Futuro de la Libertad de 1984. Athena Graphics de Lawrence Samuels en Santa Ana proporcionó gráficos.

## Conferencia sobre el futuro de la libertad (1985)
Con el autor de ciencia ficción 'Fahrenheit 451' ', Ray Bradbury, destacando el evento, la Conferencia FOF de 1985 se llevó a cabo en el Griswold Inn en Fullerton, California el 25, 26 y 27 de octubre con " 300 o más fieles libertarios.
Los oradores principales incluyeron los siguientes:
Karl Hess, redactor de discursos del senador Barry Goldwater y anarquista de mercado; Jeff Riggenbach, periodista, autor y locutor; Scott McKeown, director de la costa oeste de los Ángeles de la guarda, un grupo civil de lucha contra el crimen; Robert Poole, Jr., uno de los fundadores y editor en jefe de la revista "Reason"; Jeffery Roger Hummel, editor colaborador de "Free Texas" y Ph.D. Candidato de Historia en la Universidad de Texas; Linda Abrams, abogada constitucional y miembro de la junta del Instituto Rampart; David Ramsay Steele, exmiembro del Partido Socialista de Gran Bretaña y cofundador de la Alianza Libertaria en Inglaterra; Wendy McElroy, autora y feminista individualista; Robert LeFevre, fundador de Rampart College y autor de "La naturaleza del hombre y su gobierno"; Barry Reid, fundador de Eden Press; Dr. Robert Simon, Subdirector de Residencia en Medicina de Emergencia en la Universidad de California en Los Ángeles.
Debate: Uno de los eventos más comentados fue un debate entre un exmiembro del Partido Socialista de Gran Bretaña y cofundador de la Alianza Libertaria en Inglaterra, David Ramsay Steele, y el autor, objetivista y ateo George H. Smith, sobre "Derechos naturales: ¿existen?" Moderado por el editor de la página editorial del "Registro del Condado de Orange", Alan Bock.
El banquete del sábado por la noche contó con el premio Future of Freedom: tributo a Karl Hess. Ex editor de  Newsweek  y redactor de discursos del senador Barry Goldwater y del vicepresidente Nixon, Hess fue el autor del artículo de 1969 premiado en Playboy, "La muerte de la política".
Los presentadores fueron Robert LeFevre, autor de "Los fundamentos de la libertad" y fundador de Rampart College; John Pugsley, autor de Common Sense Economics; y Alan Bock, editor del Registro del Condado de Orange.
Los premios HL Mencken, a los que Robert LeFevre se refería una vez como el "Espectáculo de los premios de la Academia Libertarios" o los "Menckies", fueron presentados por Free Press Association, coanfitrión del reportero artístico, crítico de teatro y fundador de Free Press Association Michael Grossberg, y por el periodista, autor y locutor, Jeff Riggenbach. Los ganadores fueron los siguientes:
David R. Henderson, profesor de economía, mejor noticia o informe de investigación por "El mito del MITI"; Asa Barber, Mejor relato o ensayo por "Killing Us Softly With Their Song", publicado por la revista "Playboy" en 1984; Seymour Hersh, Mejor libro por "El precio del poder: Kissinger en la Casa Blanca de Nixon", publicado por Summit Books; Sudha Shenoy, Mejor editorial o columna de opinión por "Salvando animales salvajes", distribuida por el Instituto de Estudios Humanos.
El festival de cine incluyó lo siguiente:
El Café Atómico; Últimas entrevistas televisivas de Ayn Rand (Phil Donahue Show, 1979, y Tom Snyder Tomorrow (TV Series), (1980);  Spartacus ;  [ [La guerra de Harry (película de 1981) | La guerra de Harry]] ;  Fahrenheit 451 ;  El espantapájaros de Romney ;  Moscú sobre el Hudson ;  Rock N 'Roll High School ;   Sleeper ;   Duck Soup ;  The Fountainhead ; un documental con cortometrajes Entrevistas televisivas de Robert Ringer, Tibor Machan, Murray Rothbard y Ed Clark; seis episodios de la serie de televisión "La guía de la autoestopista galáctico"
Paul Jacob de Arkansas estaba programado para hablar en el último minuto, pero tuvo que cancelar su discurso. "En cambio, fue condenado en julio pasado en un tribunal federal en Little Rock, Arkansas por no registrarse en el Servicio Selectivo..." y "... fue sentenciado a seis meses de prisión..." Con un magistral reproductor de casetes en alto junto al micrófono, el director de la conferencia, Lawrence Samuels, interpretó la voz del opositor al draft Paul Jacob. El L.A. Times escribió que con la "mano encadenada y extendida rompiendo la cadena que lo había restringido" (el logotipo de la Conferencia El Futuro de la Libertad) en el fondo, la "conferencia no podría haber pedido una imagen más evocadora". El artículo de  The L.A. Times  también citó la definición de Karl Hess del libertarismo como una ideología que simplemente dice: "No agredirás".
El Comité Directivo de la Conferencia El Futuro de la Libertad de 1985 estuvo integrado por Lawrence Samuels, gerente; Michael Grossberg, coordinador de banquetes y talleres, Ken Royal, Terry Diamond, Jane Heider-Samuels, Charles Curley, Melinda Hanson y Howard Hinman. Danny Tvedt y Dave Meleny grabaron los procedimientos en video y audio. El personal incluyó a Michael Kimberly, Chris Hofland, Dagney Sharon, Marc Walozk, Linda Samuels, John Robertson, Sandra Lee, Sarah Foster, Tom Thomas y Henry y Rosemary Samuels. El Instituto Rampart y la Sociedad para la Vida Libertaria copatrocinaron la conferencia, y Athena Graphics de Lawrence Samuels en Santa Ana proporcionó gráficos.

## Conferencia sobre el futuro de la libertad (1986)
La conferencia The Future of Freedom de 1986 se llevó a cabo en el Pacific Hotel and Conference Center en Culver City, California, del 7 al 9 de noviembre de 1986.
Los oradores de la Sala 1 incluyeron lo siguiente:
Durk Pearson y Sandy Shaw, autores de "Life Extension: A Practical Scientific Approach"; Carol Moore, activista contra la guerra y la resistencia a los impuestos de guerra; John Pugsley, autor del best-seller "Common Sense Economics" y "La estrategia Alpha: el plan definitivo de autodefensa financiera para el pequeño inversor"; Richard J. Maybury, autor y economista; Vince Miller, fundador de Libertarian International, que más tarde se conocería como la Sociedad Internacional para la Libertad Individual (ISIL); Fred Stitt, arquitecto y editor del boletín informativo "Guidelines"; Richard B. Boddie, abogado, profesor adjunto de ciencias políticas y escritor; Marshall Fritz, fundador de Advocates for Self-Government y Alliance for the Separation of School and State; Alicia Clark, ex presidenta nacional del Partido Libertario; Jay Snelson, fundador de Free Market Society, conferencista y educador; Barbara Branden, una íntima confidente y autora de "La pasión de Ayn Rand"; Prof. Joyce Shulman, psicoterapeuta; Prof. Lee M. Shulman, psicólogo clínico; Kevin Cullinane, instructor de los seminarios Freedom Country en Carolina del Sur; Linda Abrams, abogada constitucional y miembro de la junta del Instituto Rampart; La Dra. Camille Castorina, profesora asociada de economía en el Instituto de Tecnología de Florida; Charlotte Gerson.
Las siguientes personas fueron miembros de un panel de discusión sobre sexo y libertad:
Norma Jean Almodóvar, ex policía convertida en prostituta y activista de las trabajadoras sexuales; Richard B. Boddie, abogado, profesor adjunto de ciencias políticas y escritor; Jeffrey Rogers Hummel, editor colaborador de "Free Texas" y Ph.D. Candidato de Historia en la Universidad de Texas; Fred Stitt, arquitecto y editor de  Guidelines .
El banquete de debate del viernes por la noche enfrentó a la escritora principal de discursos del presidente Reagan, Dana Rohrabacher, contra David Bergland, el candidato presidencial del Partido Libertario de 1984. El panel de discusión subsiguiente sobre defensa y asuntos exteriores incluyó lo siguiente:
Kevin Cullinane, instructor de los seminarios Freedom Country en Carolina del Sur; John Hospers, profesor de filosofía de la USC; Robert Poole, Jr., uno de los fundadores y editor en jefe de la revista "Reason"; Jeffrey Rogers Hummel, editor colaborador de "Free Texas" y Ph.D. Candidato de Historia en la Universidad de Texas
Los oradores de la sala 2 incluyeron lo siguiente:
Jack Matonis, abogado de la resistencia fiscal y editor / editor de "The Newsletter for Citizens Strike"; Ron Holland, experto financiero, economista austriaco y autor de "La amenaza al sistema privado de jubilación"; Samuel E. Konkin III, agorista y anarquista de mercado; Tonie Nathan, periodista, consultora de mercado y la primera mujer y primer judío en recibir un voto electoral en una elección presidencial de Estados Unidos (1972); Tom Hazlett, profesor de economía en UC Davis; John Hospers, profesor de filosofía de la USC y autor de "Libertarianism - A Political Philosophy for Tomorrow"; Fred Stitt, arquitecto y editor de  Guidelines ; Gary Hudson, ingeniero aeroespacial y diseñador del Percheron 055, el primer lanzador espacial privado en los EE. UU.; Walter Block, director del Centro para el Estudio de Economía y Religión en el Instituto Fraser en Canadá y teórico anarco-libertario; Spencer H. MacCallum, antropólogo social, consultor empresarial y autor; Dennis Kamensky, "Oakland Tribune" columnista y autor de "Ganar con sus impuestos sobre la renta"; Mark A. Humphrey.
Los paneles de la sala 2 incluían lo siguiente:
¿Son la religión y el libertarismo compatibles? 
Alan Bock, redactor editorial del "Registro del Condado de Orange"; John Yench, periodista de Freedom Newspaper, Inc .; Marshall Fritz, fundador de Advocates for Self-Government y Alliance for the Separation of School and State; Butler D. Shaffer, profesor de derecho de la Southwestern University en Los Ángeles; Robert Poole, editor en jefe de la revista "Reason" y autor de "Cutting Back City Hall".
Otro panel se centró en médicos, abogados, víctimas y el sistema de justicia
Ed Clark, graduado de la Facultad de Derecho de Harvard, candidato del Partido Libertario a la presidencia de Estados Unidos en 1980 y autor de "Un nuevo comienzo"; Charlotte Gerson, anestesióloga del personal del St. Luke's Hospital en San Gabriel, CA; Don Eric Franzen, socio de un bufete de abogados de Los Ángeles especializado en derecho constitucional; Lewis Coleman.
 Anulación del Jurado y Pro Se: Libertad o Locura 
El abogado y miembro de la junta del Instituto Rampart, Dick Radford, debatió sobre Bob Hallstrom, cofundador de Barrister's Inn y defensor ciudadano soberano.
Las presentaciones del panel en la sala 3 incluyeron lo siguiente:
 Computadoras y pequeñas empresas 
Karl Hess, coordinador; Regina Liudzius, abogada de litigios comerciales; Jeff Riggenbach, periodista, autor y locutor; Alan Bock, redactor editorial del "Registro del Condado de Orange"; John Dentinger, colaborador de las revistas "Playboy" y "Reason"; Jeffery Rogers Hummel, editor colaborador de "Free Texas" y Ph.D. Candidato de Historia en la Universidad de Texas; Don Ernsberger y David Walter, cofundadores de Society for Individual Liberty; Shawn Steel, abogado; Bob Hallstrom, defensor ciudadano soberano
 Liberando a los cinco mil millones terrestres 
Mark Eric Ely-Chaitelaine, un recién graduado de la Universidad de Ciencia y Filosofía en Virginia; Dagny Sharon, mediadora paralegal; John Yench, periodista de Freedom Newspaper, Inc .; Chuck Hammill, miembro de  Mensa y autor de "De las ballestas a la criptografía: frustrar el estado a través de la tecnología"; Wayne Stimson
La directora del comité de la Conferencia El Futuro de la Libertad de 1986 fue Dagny Sharon, con la ayuda de Lawrence Samuels.

## Conferencia Summit87 y Future of Freedom (1987)
Denominada Summit87 & FOFCON, la conferencia se llevó a cabo en el Pacific Hotel en Culver City, California del 13 al 15 de noviembre de 1987. Los oradores principales fueron los siguientes:
Marshal Fritz, fundador / presidente de Advocates for Self-Government; David Bergland, profesor de derecho, abogado y autor de "Libertarianism in One Lesson"; Barbara Branden, una íntima confidente de Rand y autora de "La pasión de Ayn Rand"; Peter Breggin, psiquiatra, novelista y autor de libros científicos; L. Neil Smith, autor de 13 novelas de ciencia ficción, incluyendo  The Probability Broach ; Phillip Mitchel, autor y psicólogo clínico.
El comité Summit87 & FOF CON de 1987 fue dirigido por Marshall Fritz y patrocinado por Advocates for Self-Government.

## El futuro de la libertad y la Quinta Conferencia Libertaria Mundial de ISIL (1990)
Patrocinada por la Sociedad Internacional para la Libertad Individual (ISIL), la conferencia se llevó a cabo en San Francisco del 10 al 14 de agosto de 1990. El orador principal fue el economista ganador del Nobel de 1976 Milton Friedman, quien pronunció un discurso sobre el libertarismo y humildad titulado Di "No" a la intolerancia, argumentando que "no tengo derecho a coaccionar a otra persona, porque no puedo estar seguro de que yo tenga razón y él esté equivocado". El congresista de Texas Dr. Ron Paul fue otro orador.
Otros oradores incluyeron los siguientes:
Barbara Branden, una íntima confidente de Rand y autora de "La pasión de Ayn Rand"; Leon Louw, autor y dos veces nominado al Premio Nobel de la Paz por su trabajo para poner fin al apartheid y desactivar el conflicto racial en Sudáfrica; Frances Kendall, coautora de dos libros sudafricanos más vendidos; Richard L. Stroup, ambientalista de libre mercado, profesor de economía y director de la Oficina de Análisis de Políticas del Departamento del Interior durante la administración Reagan; Jane S. Shaw, periodista, ambientalista y miembro principal del Centro de investigación de propiedad y medio ambiente (PERC); Walter Block, director del Centro para el Estudio de la Economía y la Religión en el Instituto Fraser en Canadá y teórico anarco-libertario y autor de "Defending the Undefendable"; John Baden, coautor de "Gestión de lo común" y fundador de la Fundación para la investigación en economía y el medio ambiente (GRATIS); Enrique Ghersi, abogado peruano, profesor, intelectual del libre mercado y miembro del Parlamento peruano; Carl I. Hagen, miembro noruego del parlamento y líder del Partido del Progreso; Petr Beckmann, científico; Marshall Fritz, fundador de Advocates for Self-Government; George H. Smith, historiador y autor de "El ateísmo: el caso contra Dios"; Dr. Peter Breggin, psiquiatra; Dr. Martin Krause, economista argentino; Leonard Liggio, presidente del Instituto de Estudios Humanos; Robert Poole, pionero de la privatización y fundador de la Fundación "Reason"; Jonathan Marshall, periodista del San Francisco Chronicle; Robert Smith, experto en políticas ambientales del Cato Institute; Bruce Evoy, fundador del Partido Libertario de Canadá; Frank van Dun, profesor de derecho en los Países Bajos; Jason Alexander, autor.
La década de 1990 El futuro de la libertad y la Quinta Conferencia Libertaria Mundial de ISIL fueron organizadas por las siguientes personas:
Vince Miller, presidente y cofundador de ISIL; Jim Elwood, vicepresidente de ISIL; James Peron, coautor de "Liberty Reclaimed: A New Look at American Politics". El Sr. Peron, el principal organizador del evento, dice que no se asoció con Future of Freedom más que como patrocinador, junto con Advocates for Self-Government y la conferencia ISIL. Fue catalogado como la Conferencia Mundial por la Libertad. Peron dice: "Como organizador principal con la ayuda de Vince, planifiqué el evento. Aunque se pidió a ISIL, FofF y Advocates que ayudaran a promover el evento, no tenían ningún interés real en el evento". Sin embargo, hubo una conferencia Future of Freedom en Fort Mason, San Francisco, un año antes, que no se menciona anteriormente.
ISIL se formó en 1989 mediante la fusión de la Society for Individual Liberty, fundada en 1969 por Jarret Wollstein, Dave Walter y Don Ernsberger, y Libertarian International, cofundada por Vince Miller en 1980.